# Sackler (familie)
De familie Sackler is een Amerikaanse familie die de farmaceutische bedrijven Purdue Pharma en Mundipharma heeft opgericht en bezat. Sommige leden van de familie, en Purdue Pharma zelf, werden sedert 2019 geconfronteerd met rechtszaken over het te veelvuldig voorschrijven van verslavende geneesmiddelen, waaronder Oxycodon, met in de Verenigde Staten een opioïde-epidemie als gevolg. Critici noemden de familie zelfs "drugsdealers". Een aanklacht, op 28 maart 2019 ingediend bij het New York Supreme Court, noemde acht Sacklers: Richard, Jonathan, Mortimer, Kathe, David, Beverly en Theresa Sackler, evenals Ilene Sackler Lefcourt.

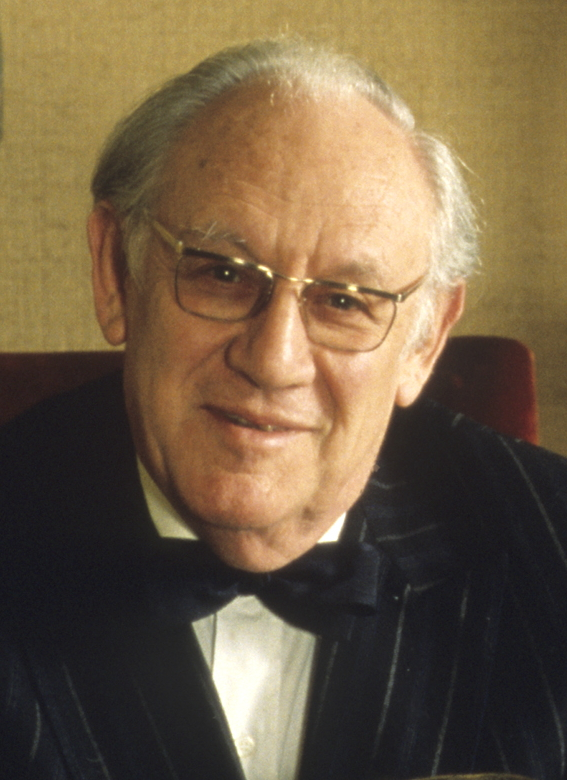
Arthur M. Sackler (1913-1987).

De familie Sackler is in diverse media geportretteerd, waaronder de documentaire The Crime of the Century op HBO, het boek Empire of Pain van Patrick Radden Keefe, de Hulu-miniserie Dopesick uit 2021, de Netflix-serie Painkiller uit 2023 en de voor een Oscar voor beste documentaire genomineerde documentaire All the Beauty and the Bloodshed uit 2022.